# Palais des Villalones
Le palais des Villalones, aussi appelé palais de Orive, est un ancien palais Renaissance situé plaza de Orive dans le quartier de San Andrés-San Pablo de Cordoue (Andalousie). Le bâtiment, œuvre de l'architecte Hernán Ruiz II, a été bâti en 1560. Il s'agit du plus bel exemple d'architecture civile cordobane de la Renaissance. Ce palais est le siège actuel de la Fonction de la Culture de la Mairie de Cordoue, qui a réhabilité des salles pour des expositions temporaires d'auteurs contemporains.

## Architecture
Son intérieur est très inégal, l'édifice comporte cependant un beau patio, ainsi qu'un précieux jardin très arboré avec un puits. La façade révèle être l'œuvre du XVIIe siècle. Sur la porte il y a un médaillon et au centre un buste de femme avec les bras ouverts.
Le verger intérieur s'est ouvert au public en configurant les actuels Jardins de Orive.

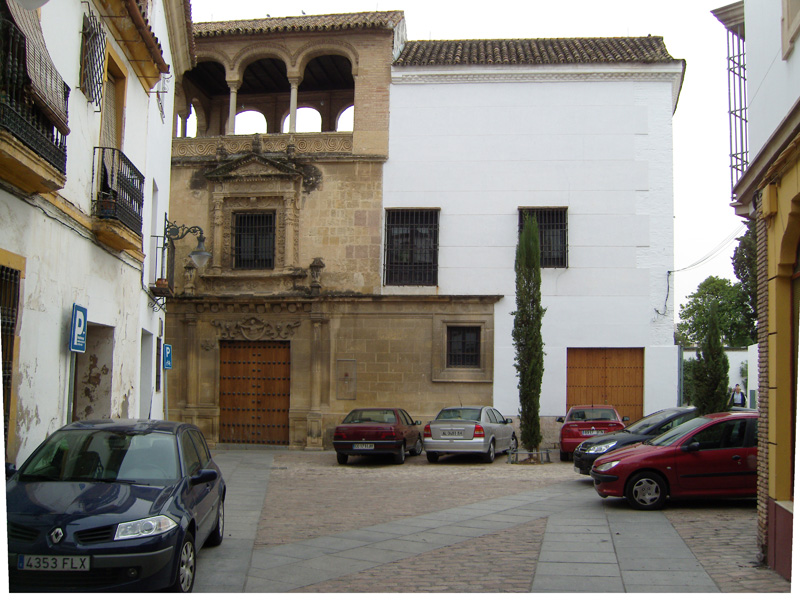
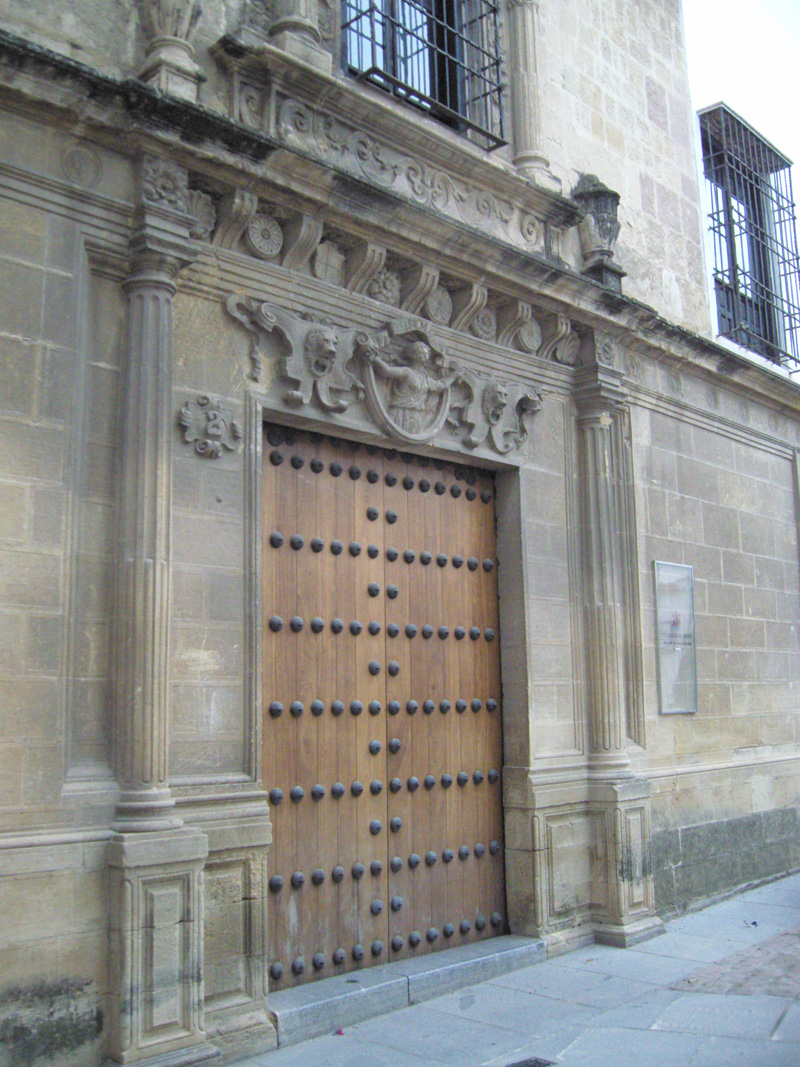
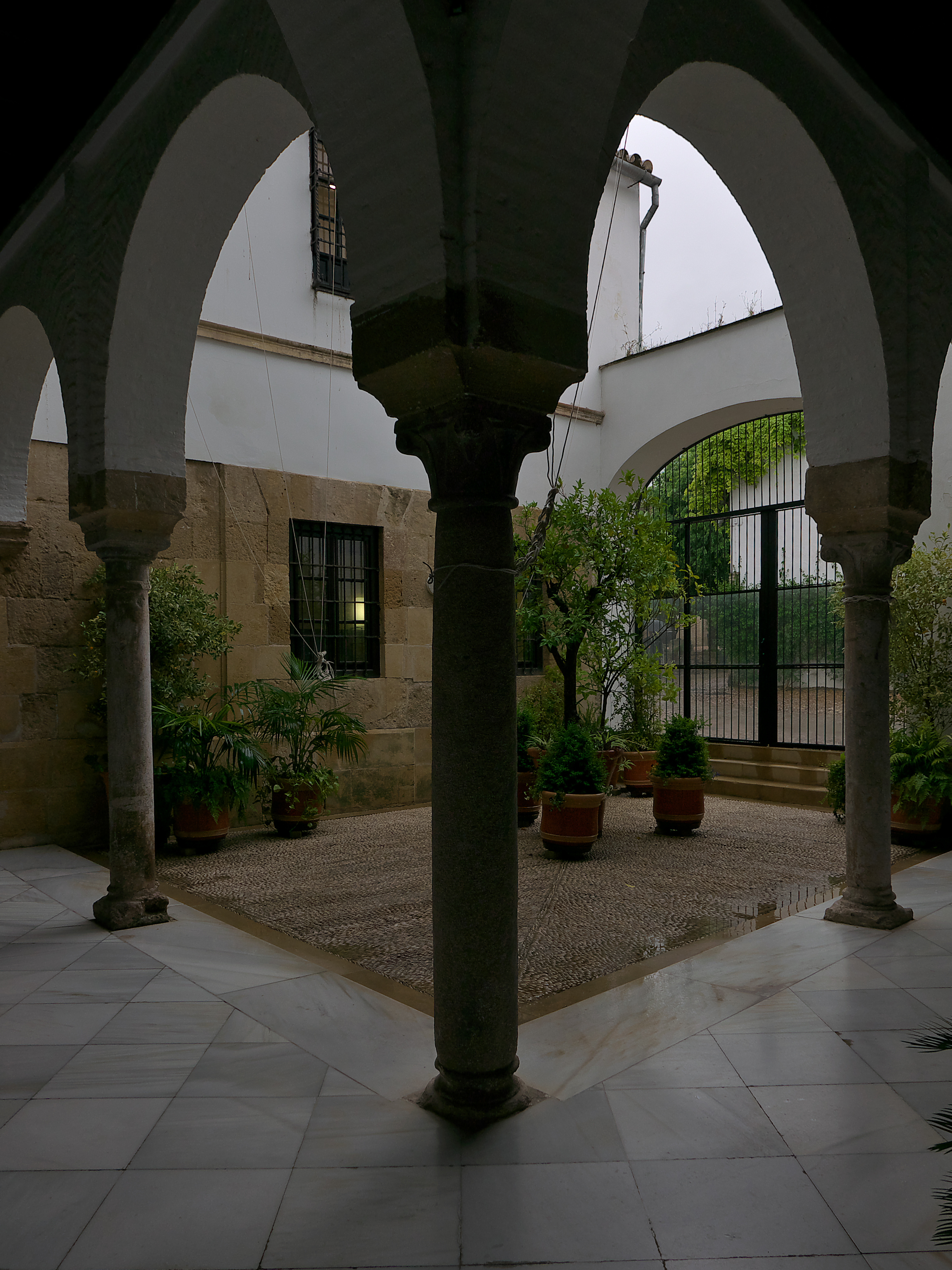
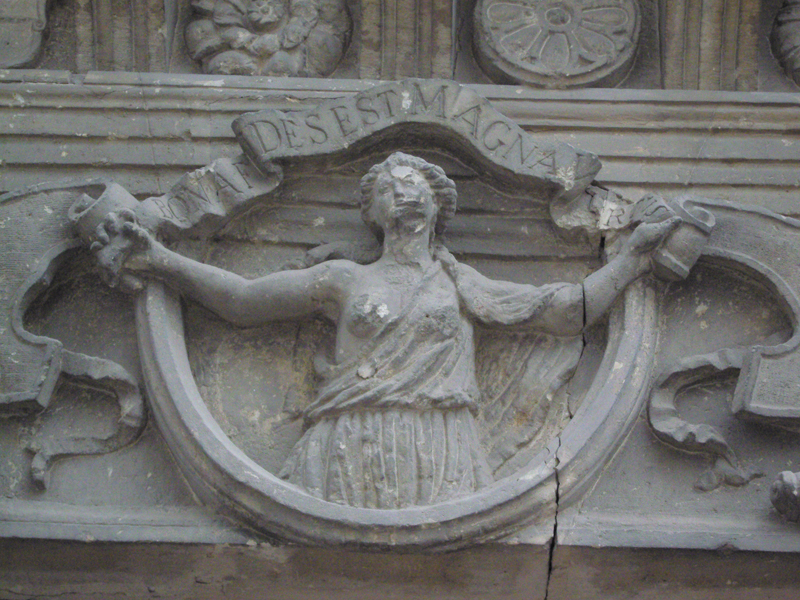
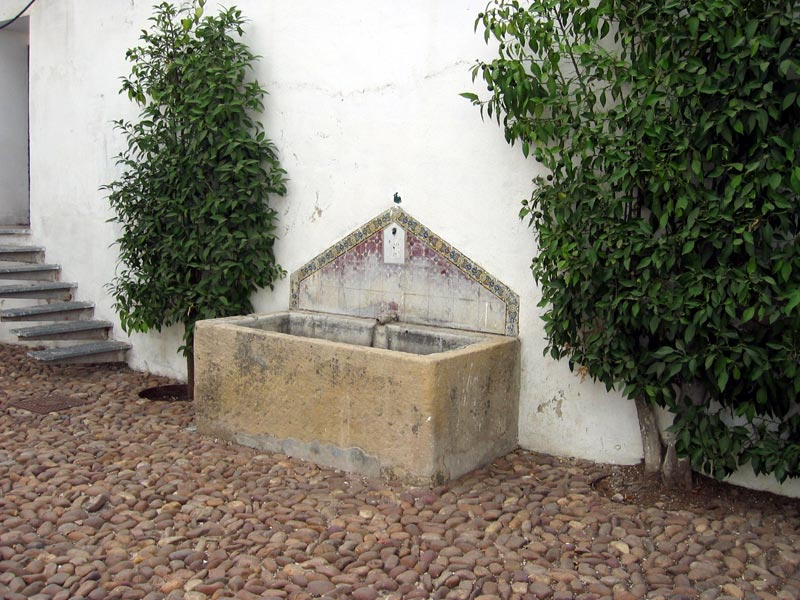
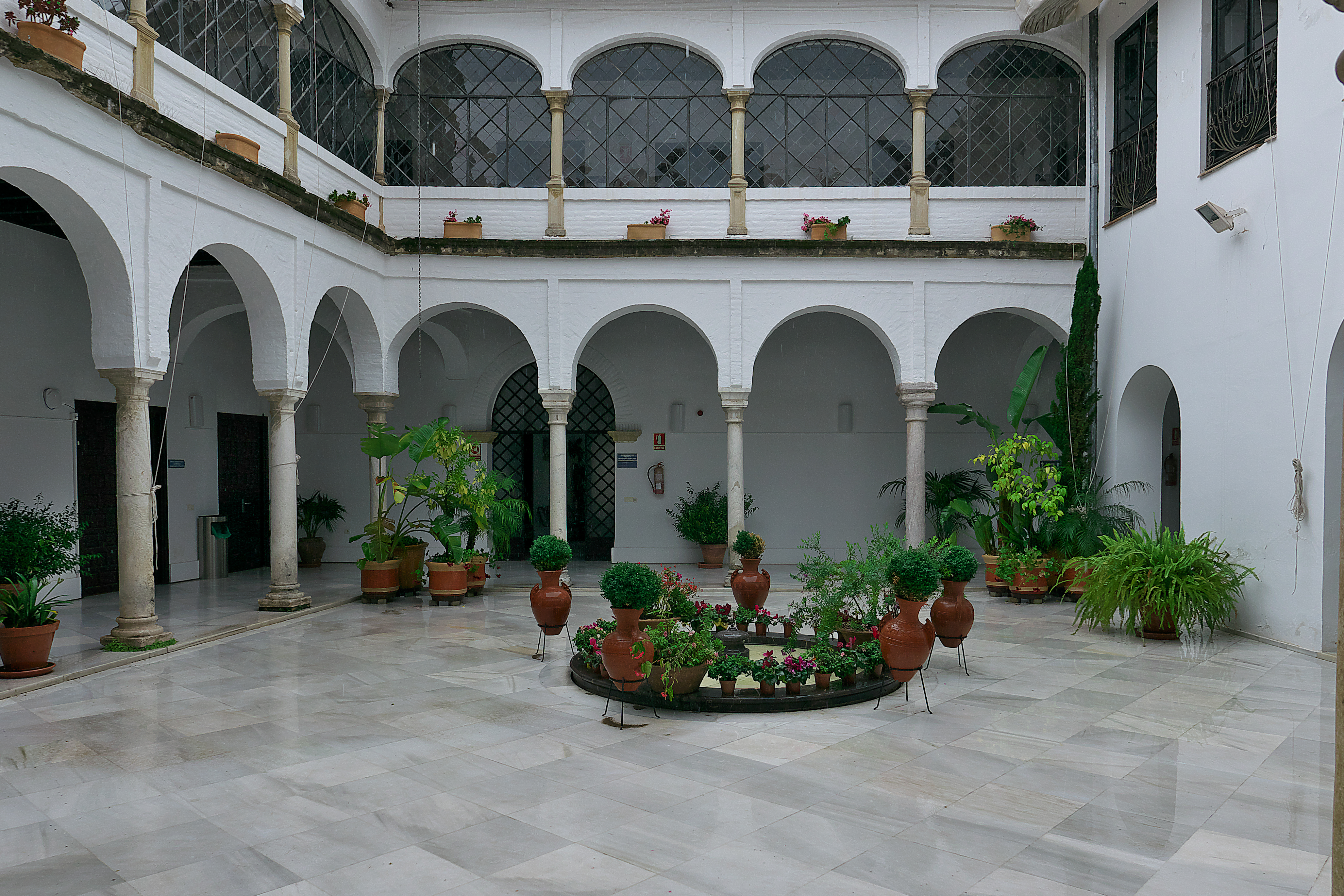